# اچ‌ام‌اس زولو (۱۹۰۹)
اچ‌ام‌اس زولو (۱۹۰۹) (به انگلیسی: HMS Zulu (1909)) یک کشتی بود که طول آن ۲۷۰ فوت (۸۲ متر) بود. این کشتی در سال ۱۹۰۹ ساخته شد.